# Clematis fengii
Clematis fengii är en ranunkelväxtart som beskrevs av Wen Tsai Wang. Clematis fengii ingår i släktet klematisar, och familjen ranunkelväxter. Inga underarter finns listade i Catalogue of Life.